# Cellule photovoltaïque en polymères
Les cellules photovoltaïques en polymères ou cellules polymères photovoltaïques désignent un type de cellules solaires organiques produisant de l'électricité à partir de la lumière à l'aide de polymères semiconducteurs. En 2011, il s'agit d'une technique relativement récente étudiée en laboratoire par des groupes industriels et des universités à travers le monde.

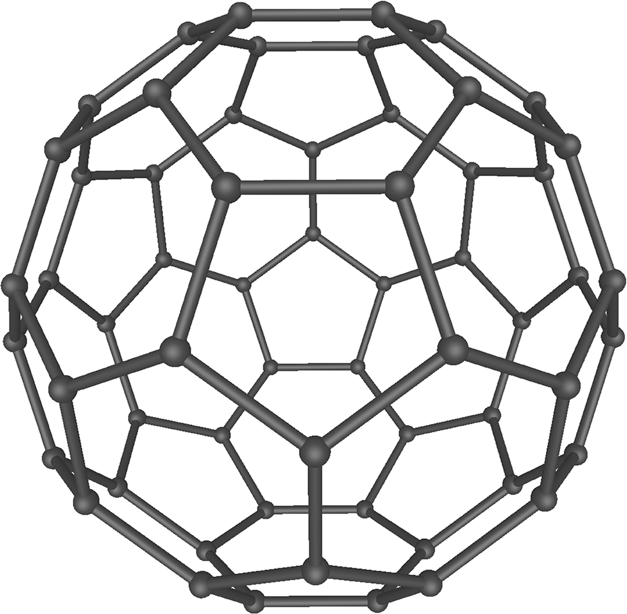
Fullerène.

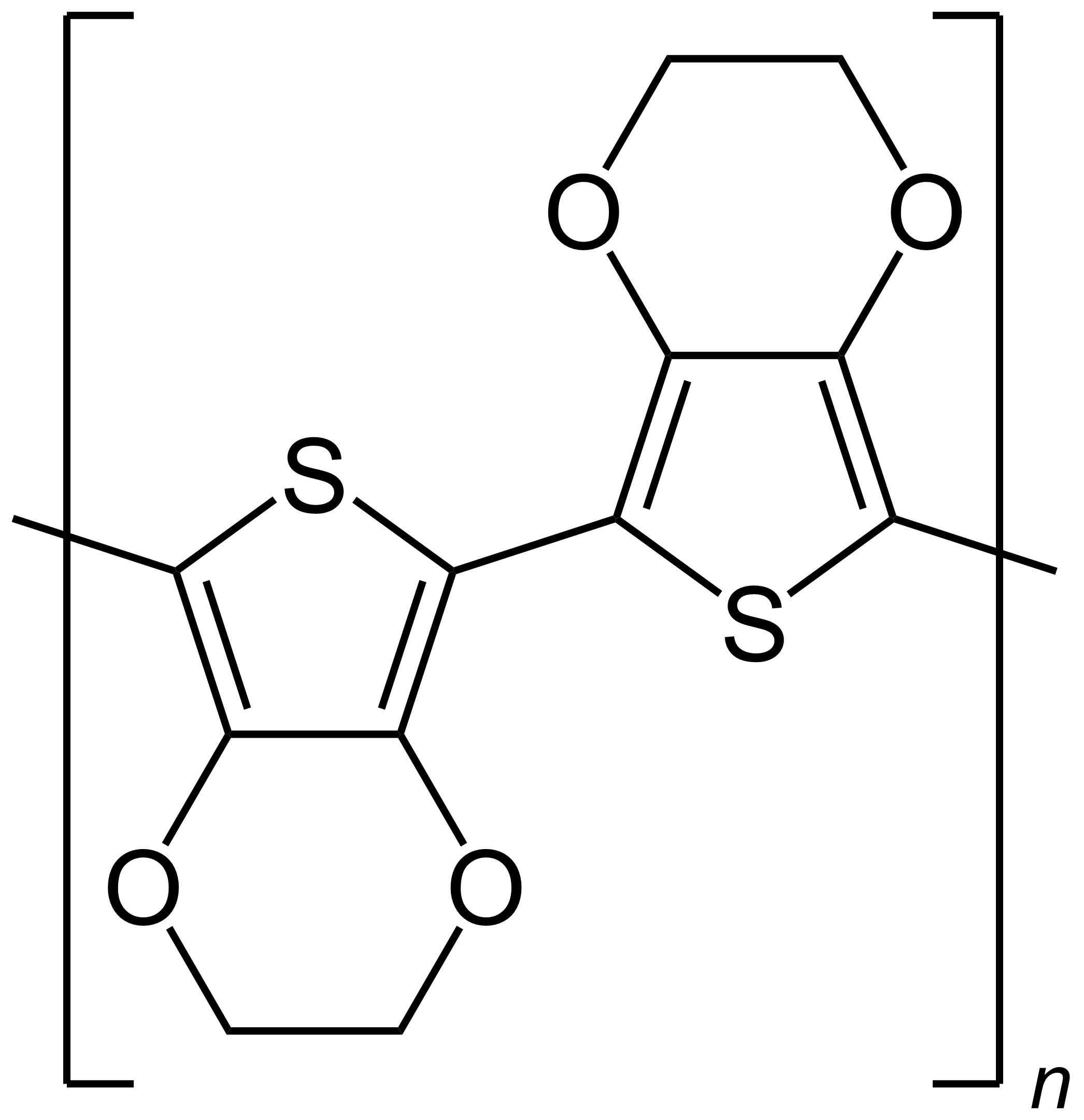
Deux maillons de PEDOT.

Poly(styrène sulfonate).

Encore largement au stade expérimental, les cellules photovoltaïques en polymères offrent néanmoins d'intéressantes perspectives. Elles reposent sur des macromolécules organiques dérivées de la pétrochimie, dont les procédés de fabrication sont bien moins consommateurs d'énergie que ceux mis en œuvre pour les cellules à base de semiconducteurs minéraux. Leur coût de revient est bien plus faible et elles sont plus légères et moins fragiles. Leur nature flexible les rend même aptes à s'intégrer à des matériaux souples en polymères organiques ou en silicones, voire à des fibres textiles. Leur développement peut tirer parti des progrès du génie chimique, par exemple dans l'auto-assemblage de ces molécules. Leurs principales faiblesses résident dans leur durée de vie encore limitée induite par la dégradation des polymères lorsqu’ils sont exposés au soleil, et dans leur faible rendement énergétique.

## Principe de fonctionnement
La physique sous-jacente à l'effet photovoltaïque dans les semiconducteurs organiques est plus complexe à décrire que celle des cellules à semiconducteurs minéraux. Elle fait intervenir les différentes orbitales moléculaires, certaines jouant le rôle de bande de valence, d'autres de bande de conduction, entre deux espèces moléculaires distinctes, l'une servant de donneur d'électrons et l'autre d'accepteur, organisées autour d'une hétérojonction comme dans le cas des semiconducteurs minéraux :
1. Les molécules servant de donneurs d'électrons (par génération d'excitons, c'est-à-dire de paires électron-trou) sont caractérisées par la présence d'électrons π, généralement dans un polymère conjugué dit « de type n ».
2. Ces électrons peuvent être excités par des photons visibles ou proches du spectre visible, les faisant passer de l'orbitale moléculaire haute occupée (jouant ici un rôle analogue à celui de la bande de valence dans un semi-conducteur inorganique) à l'orbitale moléculaire basse vacante (jouant un rôle analogue à celui de la bande de conduction) : c'est ce qu'on appelle la transition π-π* (qui correspond, en poursuivant l'analogie avec les semi-conducteurs minéraux, à l'injection des porteurs dans la bande de conduction à travers la bande interdite). L'énergie requise pour cette transition détermine la longueur d'onde maximale qui peut être convertie en énergie électrique par le polymère conjugué.
3. Contrairement à ce qui se passe dans un semi-conducteur inorganique, les paires électron-trou, dans un matériau organique, demeurent étroitement localisées, avec un couplage fort (et une énergie de liaison comprise entre 0,1 et 1,6 eV) ; la dissociation des excitons est réalisée à l'interface avec un matériau accepteur d'électrons sous l'effet d'un gradient de potentiel chimique à l'origine de la force électromotrice du dispositif. Ces accepteurs d'électrons sont dits « de type p ».

## Matériaux

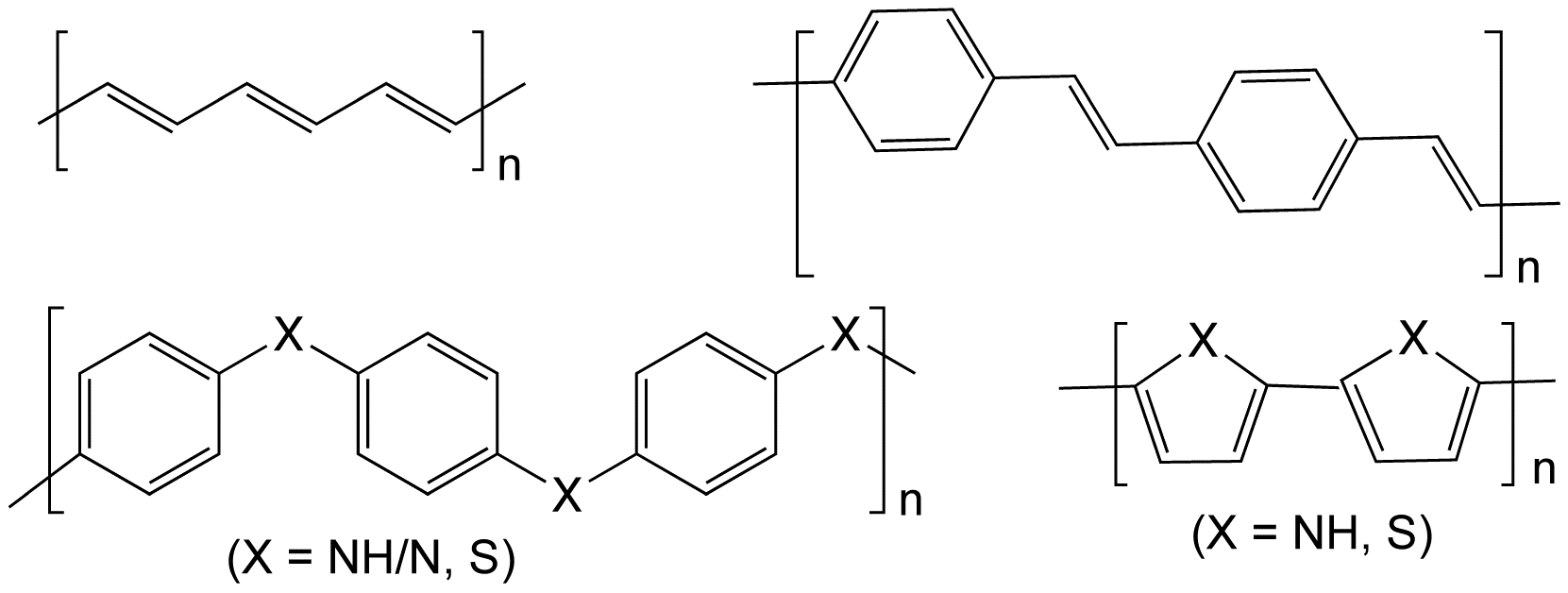
Structure de polymères conducteurs : polyacétylène ; poly(para-phénylène-vinylène) (PPV) ; polyaniline (X = N, NH), poly(sulfure de phénylène) (X = S) ; polypyrrole (X = NH) et polythiophène (X = S).

Les cellules photovoltaïques organiques utilisent souvent des films en poly(éthylène naphtalate) (PEN) comme revêtements protecteurs en surface, dont le rôle essentiel est de prévenir l'oxydation des matériaux constituant les cellules photovoltaïques organiques : O2 est en effet une impureté qui agit comme un centre de recombinaison électron-trou, dégradant les performances électroniques des composants. Sous ces revêtements protecteurs, on trouve une ou plusieurs jonctions p-n entre matériaux donneurs et accepteurs d'électrons, comme dans une cellule photovoltaïque classique à semiconducteurs minéraux.
Un exemple de réalisation consiste à insérer des molécules de fullerène C60 comme accepteurs d'électrons (type n) entre des chaînes de polymères conjugués (telles que le PEDOT:PSS, formé de poly(3,4-éthylènedioxythiophène) (PEDOT) comme donneur d'électrons (type p) mélangé au poly(styrène sulfonate) (PSS) assurant sa solubilité).
D'une manière générale, les recherches actuelles se portent par exemple sur des dérivés de polythiophènes comme polymères de type p, notamment le poly(3-hexylthiophène) (P3HT),, avec des dérivés de fullerène comme accepteurs (type n) tels que le [6,6]-phényl-C61-butyrate de méthyle (PCBM).
D'autres couples p / n sont étudiés, certains à base de para-phénylène-vinylène (PPV) comme donneurs, tels que MEH-PPV / PCBM ou MDMO-PPV / PCBM, ou à la fois comme donneurs et comme accepteurs, tels que MDMO-PPV / PCNEPV,. Plus récemment, des copolymères à faible largeur de bande interdite font leur apparition dans les cellules solaires organiques de haute performance, comme le PCDTBT / PCBM.

## Enduction
Les cellules photovoltaïques polymères peuvent être déposées sur des surfaces flexibles comme des encres à l’aide de procédés peu onéreux et pourraient donc permettre de réaliser des cellules photovoltaïques bon marché. Elles n’offrent néanmoins pour l’instant que des rendements faibles, ne dépassant pas 5 % en laboratoire et doivent donc être sensiblement améliorées avant de pouvoir jouer un rôle important dans la production d’énergie photovoltaïque.